# Diospyros greveana
Diospyros greveana är en tvåhjärtbladig växtart som beskrevs av Jean Baptiste Louis Pierre och Joseph Marie Henry Alfred Perrier de la Bâthie. Diospyros greveana ingår i släktet Diospyros och familjen Ebenaceae. Utöver nominatformen finns också underarten D. g. greveana.